# جون هولت (لاعب كريكت)
جون هولت (12 أغسطس 1923 - 3 يونيو 1997) (بالإنجليزية: John Holt)‏ هو لاعب كريكت جامايكي. شارك مع منتخب الهند الغربية للكريكت.

## وصلات خارجية
- جون هولت على موقع إي آس بي آن كريك إنفو (الإنجليزية)